# Чигринов Іван Гаврилович
Іван Гаврилович Чигринов (біл. Іван Гаўрылавіч Чыгрынаў; 1934—1996) — білоруський письменник, публіцист. Також драматург і сценарист, що працював у ідеологічному комуністичному ключі.

## Біографія

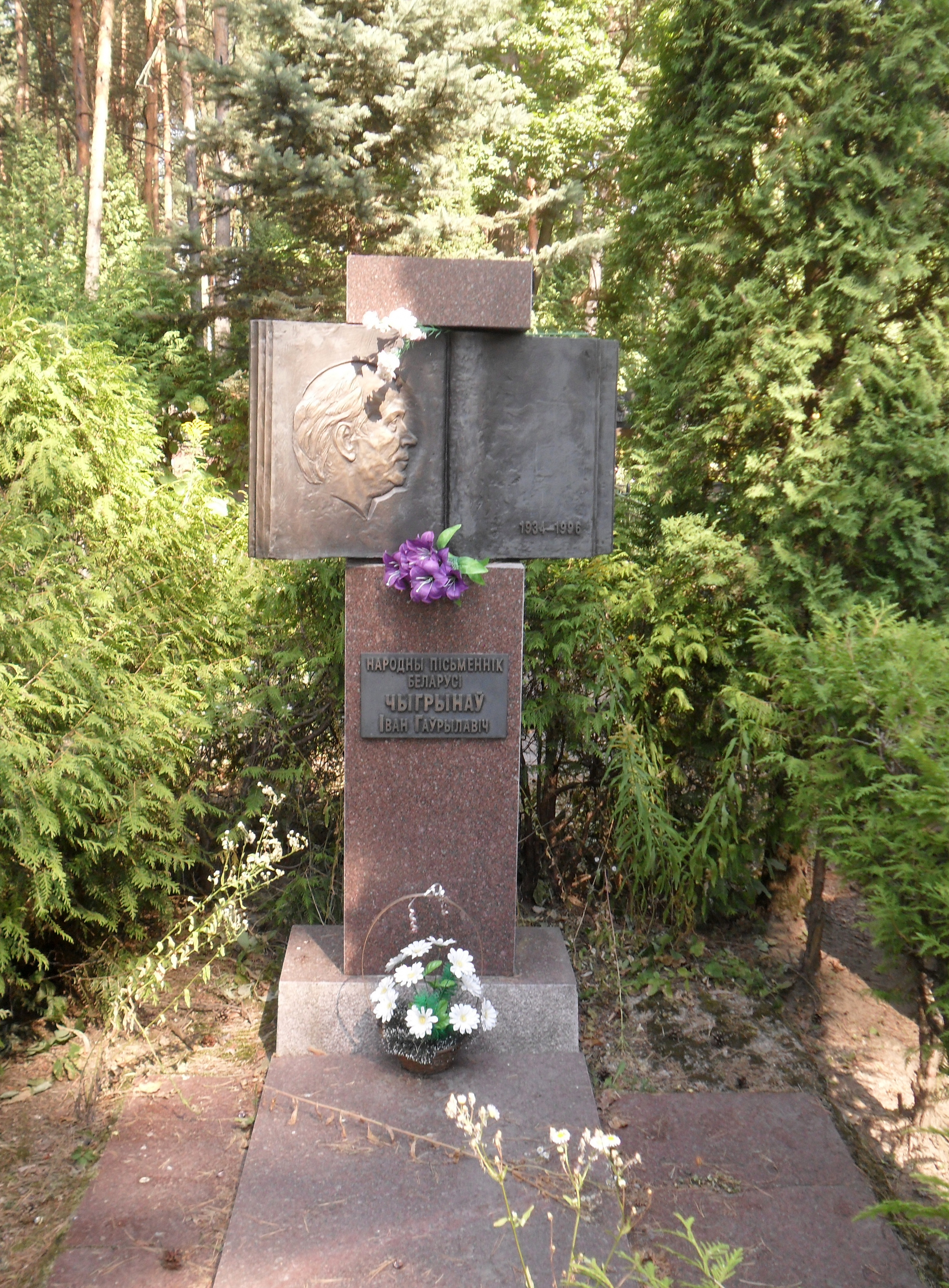
Могила Чигринова на Східному кладовищі Мінська.

Іван Чигринов народився 21 грудня 1934 року в селі Великий Бір Могильовської області Білорусі в родині голови сільради. У дитинстві пережив Другу світову війну, на якій втратив батька. Після закінчення Великоборської семирічної школи продовжив навчання в середній школі Самотевичів, яка перебувала за вісім кілометрів від дому.
У 1952 році вступив на відділення журналістики філологічного факультету Білоруського державного університету. Після закінчення університету з 1957 по 1962 рік працював у видавництві АН Білорусі .
З 1965 року редактор відділу публіцистики журналу «Полум'я». З 1975 року — заступник начальника, а з 1976 — секретар правління Спілки письменників Білорусі.
У 1988 році входив до складу Державної комісії з розслідування радянських злочинів в Куропатах . З 1989 року — головний редактор журналу «Спадщина». .
Був одружений, мав двох доньок .
Помер Чигринов 5 січня 1996 року . Похований в Мінську, на Східному (Московському) кладовищі .

## Творчість
Уперше почав писати і публікувати вірші в республіканській пресі ще в школі, на нього мала вплив творчість Аркадія Кулешова. Як прозаїк дебютував у 1958 році в молодіжній газеті «Червона зміна».
Перші збірки оповідань присвячені життю і праці людей, героїці та наслідкам минулої війни. Романна трилогія «Плач перепілки» (біл. Плач перапёлкі; 1972), «Виправдання крові» (біл. Апраўданне крыві; 1977) і «Свої і чужі» (біл. Свае і чужыя; 1982) передає драматизм подій і людських доль на початку Другої світової війни.
Брав участь у створенні шестисерійного телевізійного фільму про мінське підпілля " Руїни стріляють … ". Крім того, у 1990 році Ігор Добролюбов зняв дев'ятисерійний фільм " Плач перепілки " за однойменним романом Чигринова . Також за деякими творами поставлені вистави.
Письменником були перекладені білоруською мовою п'єси " На дні " М. Горького й " Оптимістична трагедія " В. Вишневського. Чигринов заявив про себе також і в галузі критики, публіцистики, літературознавства. Йому належить ряд книг і статей. Написав монографію про етнографа і фольклориста Н. Нікіфоровського .

### Збірники прози
- біл. «Птушкі ляцяць на волю» («Птахи летять на волю») (1965)
- біл. «Самы шчаслівы чалавек» («Найщасливіша людина») (1967)
- біл. «Ішоў на вайну чалавек» («Ішла на війну людина») (1973)
- біл. «Ці бываюць у выраі ластаўкі?» («Чи бувають в раю ластівки?») (1983)

### Романи
- біл. «Плач перапёлкі» («Плач перепілки») (1972)
- біл. «Апраўданне крыві» («Виправдання крові») (1977)
- біл. «Свае і чужыя» («Свої і чужі») (1984)
- біл. «Вяртанне да віны» («Повернення до провини») (1992)
- біл. «Не ўсе мы згінем» («Не всі ми загинемо») (1996)

### П'єси
- біл. «Дзівак з Ганчарнай вуліцы» («Дивак з Гончарної вулиці») (1986)
- біл. «Следчая справа Вашчылы» («Слідча справа Ващили») (1988)
- біл. «Чалавек з мядзвежым тварам» («Людина з ведмежим обличчям») (1988)
- біл. «Звон — не малітва» («Дзвін — не молитва») (1988)
- біл. «Толькі мёртвыя не вяртаюцца» («Тільки мертві не повертаються») (1989)
- біл. «Ігракі» («Гравці») (1989)
- біл. «Прымак» («Примак») (1994)

### Книги критики та публіцистики
- біл. «Новае ў жыцці, новае ў літаратуры» («Нове в житті, нове в літературі») (1983)
- біл. «Паміж сонцам і месяцам» («Між сонцем и місяцем») (1994)

### Вибране
- біл. «Выбраныя творы : У 3 т.» («Вибрані твори: В 3 т.») (1984)
- біл. «Выбраныя творы» («Вибрані твори») (2008)
- біл. «Выбраныя творы» («Вибрані твори») (2013)

## Сценарії
- 1972 «Руїни стріляють…» (спільно з І. Г. Новіковим) (Реж. В. П. Четвериков , Білорусьфільм)
- 1990 «Плач перепілки» (реж. І. М. Добролюбов , Білорусьфільм)

## Визнання
- 1974 — Державна премія БРСР як співавтор сценарію фільму " Руїни стріляють ".
- 1979 — за романи «Плач перепілки» і «Виправдання крові» Чигринов одержав срібну медаль ім. А. Фадєєва[9] .
- 1984 — орден Дружби народів[10] .
- 1992 — медаль Франциска Скорини[11] .
- 1994 — народний письменник Білорусі[12] .
- 1996 — ім'я Івана Чигринова присвоєно Костюковічського центральній бібліотеці[13] .
- 2003 — відкрито меморіальну дошку в Могильові, на будівлі середньої школи № 6, яка знаходиться на вулиці Чигринова[14] .

Також Чигринову присвоєно звання почесного громадянина міста Костюковичі . Проводяться виставки, присвячені творчості письменника .
Письменникові присвячений документальний фільм " Іван Чигринов " (1994, режисер Станіслав Гайдук).